# Sheila Taormina
Sheila Taormina (Livonia, 18 de marzo de 1969) es una deportista estadounidense que compitió en triatlón y acuatlón.
Ganó una medalla de oro en el Campeonato Mundial de Triatlón de 2004 y una medalla de oro en el Campeonato Panamericano de Triatlón de 2004. En los Juegos Panamericanos de 2003 consiguió una medalla de plata.
En acuatlón obtuvo dos medallas en el Campeonato Mundial, oro en 2005 y bronce en 2001.

## Palmarés internacional
| Campeonato Mundial      | Campeonato Mundial               | Campeonato Mundial | Campeonato Mundial |
| Año                     | Lugar                            | Medalla            | Prueba             |
| ----------------------- | -------------------------------- | ------------------ | ------------------ |
| 2004                    | Funchal (Portugal)               | Medalla de oro     | Individual         |
| Juegos Panamericanos    |                                  |                    |                    |
| Año                     | Lugar                            | Medalla            | Prueba             |
| 2003                    | Santo Domingo ( Rep. Dominicana) | Medalla de plata   | Individual         |
| Campeonato Panamericano |                                  |                    |                    |
| Año                     | Lugar                            | Medalla            | Prueba             |
| 2004                    | Acapulco (México)                | Medalla de oro     | Individual         |

| Campeonato Mundial | Campeonato Mundial | Campeonato Mundial | Campeonato Mundial |
| Año                | Lugar              | Medalla            | Prueba             |
| ------------------ | ------------------ | ------------------ | ------------------ |
| 2001               | Edmonton (Canadá)  | Medalla de bronce  | Individual         |
| 2005               | Gamagori (Japón)   | Medalla de oro     | Individual         |